# Tunelul Transfăgărășan km 60+700
Tunelul Transfăgărășan km 60+700,  este un tunel rutier de munte, prin el trecând drumul național DN7C (Pitești - Arpașu de Jos, Sibiu). Acesta este al treilea tunel, urcând dinspre Pitești și face parte dintr-un total de cinci tuneluri de pe Transfăgărășan.

## Istoric
Tunelul a fost construit la începutul anilor 1960, fiind terminat în anul 1962. Aflându-se pe un drum strategic de munte, lucrările au fost executate de armată, preponderent aparținând armei geniu. Tunelul, care se află la km 60+700, ce reprezintă distanța de 60 km 700 m de la originea argeșeană a DN7C, unde are joncțiunea cu drumul E81 la la nord-vest de municipiul  Pitești. 

## Detalii constructive
Tunelul a fost construit între anii 1962 și 1964, de Întreprinderea de Construcții Hidrotehnice București, fiind dat în exploatare în
anul 1964.
Lungimea tunelului este de 172 m. Profilul transversal al drumului, în tunel, este alcătuit din două trotuare, cu lățimi variabile (70-
100 cm) și o cale asfaltată de 6 m, cu două benzi de circulație, câte una pe sens. În plan, intrarea în tunel se face printr-o curbă la stânga pe primii 18 m, în aliniament pe o lungime de 152 m, urmat de o curbă la stânga cu raza de 100 m, pe ultimii 3 m. Pe lungime, are declivitate unică de 5,14%.